# Ghiacciaio Eureka
Il ghiacciaio Eureka (in inglese Eureka Glacier) è un ghiacciaio lungo 33,2 km e largo 31,5, situato sulla costa di Rymill, nella parte occidentale della Terra di Palmer, in Antartide. Il ghiacciaio, il cui punto più alto si trova a circa 480 m s.l.m., fluisce in direzione ovest, scorrendo a sud dei colli Mayer e a nord dei monti Traverse, fino ad entrare nel canale di Giorgio VI. Il ghiacciaio ha costituito un importante passaggio con il quale raggiungere la piattaforma glaciale Wordie, finché quest'ultima non si è disintegrata all'inizio del 2009.

## Storia
Scoperto nel 1936 durante una ricognizione effettuata dalla spedizione britannica nella Terra di Graham, comandata da John Rymill, il ghiacciaio Eureka fu poi di nuovo esplorato nel 1948 da alcuni membri del British Antarctic Survey, che all'epoca si chiamava ancora Falkland Islands and Dependencies Survey (FIDS). Il ghiacciaio fu battezzato con la parola greca "Eureka" per esprimere la gioia e l'orgoglio provati dai membri della suddetta spedizione britannica quando trovarono la strada verso il canale di Giorgio VI attraverso il ghiacciaio.